# Шакаров, Александр Иванович
Алекса́ндр Ива́нович Шака́ров (род. 8 марта 1948, Баку) — мастер спорта СССР по шахматам, известный теоретик и создатель уникальной картотеки дебютов, многолетний тренер и главный хранитель информационного банка Гарри Каспарова. 

## Биография
Шакаров родился в Баку в армянской семье. В шахматы научился играть относительно поздно — в 14 лет, но, быстро прогрессируя, вскоре стал мастером. Дважды становился чемпионом Азербайджанской ССР среди юношей (1964 и 1965). Известна партия А. Шакарова 1966 года против Анатолия Карпова, в которой будущему чемпиону мира с трудом удалось добиться ничьей.
Также играл в шахматы по переписке. Высшее достижение — 3 место в полуфинале 16-го чемпионата мира (1975).
С 1971 года Шакаров стал заниматься тренерской деятельностью, и именно в этой области достиг наибольших успехов. В 1973 году он работать с Гарри Каспаровым, и уже в 1976 году стал официально считаться его тренером. Плодотворное сотрудничество продолжалось вплоть до окончания шахматной карьеры Каспарова.
В настоящий момент живёт в Подольске.
Шакарову посвящена четвёртая глава книги Тибора Каройи «Гений на заднем плане» (2009).

## Книги
- Антология шахматной красоты: И. Белов, А. Шакаров, В. Цатурян, Л. Виленский. — Подольск: Сатурн-С. — 1996. — 441 с.: ил.. — На рус.яз. — Российская Федерация. — Англ. — ISBN 5-8468-0046-9.
- Caro-Kann: Classical 4…Bf5: Gary Kasparov, Aleksander Shakarov, Publication Date: December 1984, Publisher: Collier Books — ISBN 0020114907